# Isa-Beg Isaković
Isa-Beg Ishaković (tyrkisk: İshakoğlu İsa Bey) var en osmannisk general og den første guvernør over den osmanniske Bosniske Provins. Han regerede i 1450'erne og 1460'erne. Han stod for meget af den første erobring for det Tyrkiske rige og han var en af sultanens mest betroede generaler. Han blev efterfulgt af Gazi Husrev-beg.
Som guvernør over Bosnien sikrede Isa-Beg dens fremtidige rigdom. Han grundlagde Sarajevo i 1461 i den tidligere bosniske provins Vrhbosna. Mellem det tidspunkt og 1463 byggede han centrum af byens gamle bydistrikt, inklusiv en moske, en lukket markedsplads, et offentligt bad, et hostel, og guvernørens slot (Saray), som gav byen dens nuværende navn. Han var ligeledes ansvarlig for at etablere et antal andre byer og landsbyer i regionen, hvoraf vigtigst var Novi Pazar, der nu ligger i Serbien.

## Eksterne links
- Tekst fra de historiske arkiver i Sarajevo Arkiveret 28. september 2007 hos  Wayback Machine
- Summary: Isa-bey Ishaković's Waqufnama (donationsdokument) Arkiveret 3. juni 2008 hos  Wayback Machine